# Montceau (Côte-d'Or)
Montceau était une commune française, située dans le département de la Côte-d'Or et la région Bourgogne-Franche-Comté. La commune a disparu officiellement le 1er janvier 1857 à la suite de la fusion avec sa voisine Écharnant. La nouvelle commune s'appelle Montceau-et-Écharnant.